# 오모리타촌
오모리타촌(大森田村)은 후쿠시마현 이시카와군에 일찍이 존재했던 촌이다. 

## 지리
현재의 스카가와시 남동부에 해당한다.

## 역사
- 1889년 4월 1일 - 정촌제 시행에 의해 3촌이 합병해 이시카와군 오모리타촌이 성립하였다.
- 1955년 1월 1일 - 가와히가시촌과 합병해 오히가시촌이 성립하여, 동일 오모리타촌이 폐지되었다.

## 인구
- 1889년 2,356
- 1920년 2,868
- 1947년 4,086

## 교통

### 도로
- 2급 국도
  - 국도 115호선 (국도 49호선)

## 참고문헌
- 角川日本地名大辞典編纂委員会『角川日本地名大辞典 7 福島県』、角川書店、1981年 ISBN 4040010701
- 日本加除出版株式会社編集部『全国市町村名変遷総覧』、日本加除出版、2006年 ISBN 4817813180